# Газонокосильщик (рассказ)
«Газонокоси́льщик» (англ. The Lawnmower Man) — рассказ в жанре хоррор американского писателя Стивена Кинга, впервые опубликованный в журнале «Cavalier» в 1975 году. В 1978 году рассказ вошёл в авторский сборник «Ночная смена». Является одним из популярнейших произведений автора.

## Сюжет
Каждую неделю мальчик Фрэнк за пять долларов косил лужайку Гарольда Поркетта, которая была его гордостью. Однажды Фрэнк косил лужайку, а Гарольд пил пиво и вроде ничего не предвещало беды, но кот семьи Смитов (соседи Гарольда) попал под газонокосилку и весь двор был в крови. Прошло много времени, лужайка заросла и Гарольд решает попросить Фрэнка покосить её, но он уехал учиться в университет. Гарольд решил воспользоваться услугами фирмы «Пастораль», которая занимается покосом травы. Когда жена и дочь Гарольда уезжают, приходит газонокосильщик и начинает косить траву. Гарольд решает посмотреть как тот выполняет работу, но обнаружил что газонокосилка косит траву сама собой и то, что газонокосильщик голый ползёт за газонокосилкой и поедает траву. Гарольд теряет сознание. Когда он приходит в себя то хочет позвонить в полицию, но в дом заезжает газонокосилка, а за ней входит газонокосильщик. Газонокосилка нападает на Гарольда, после чего он умирает, газонокосильщик уезжает…

## Персонажи
- Гарольд Поркетт — главный герой рассказа.

## Экранизация
Рассказ был экранизирован в 1987 году режиссёром Джеймсом Гонисом.
Кроме того, фильм «Газонокосильщик» (1992) в жанре киберпанк, снятый Бреттом Леонардом для New Line Cinema, выдавался за экранизацию одноимённого рассказа. Однако фильм не имел практически ничего общего с «первоисточником» — его сценарий, созданный под рабочим названием «Кибернетический бог», был собственным сочинением Бретта Леонарда. Поэтому Стивен Кинг добился, чтобы его имя убрали из титров.